# Рудолф Перхинек
Рудолф Перхинек (псеудоними: Раде Перишин, Чича Раде; Випавски Криж, 23. јун 1906 — Кливленд, 5. август 1982) је био југословенски и белгијски официр словеначког порекла, пешадијски капетан Југословенске војске и мајор Југословенске војске у Отаџбини, где се налазио на дужности начелника штаба команде Црне Горе. Заробљен је од немачких снага у марту 1944. године и одведен у заробљеништво, одакле се након рата најпре придружио оружаним снагама Белгије и добио чин потпуковника, да би касније отишао у емиграцију у Сједињене Америчке Државе.

## Биографија

### Предратни живот
Перхинек је рођен 23. јуна 1906. године у Випавском Крижу. Његов отац Карел био је начелник станице. Мајка му се звала Кармен. Основну школу је завршио у Випавском Крижу, а гимназију у Новом Месту, где му је отац премештен током Првог светског рата.
Завршио је Војну академију у Београду. Као официр је служио у пешадијским војним јединицама у различитим гарнизонима. Пуковника Драгољуба Михаиловића је упознао док се овај налазио на службу при 39. пешадијском пуку у Цељу.

### Други светски рат
Дана 12. септембра 1943. године, капетан Перхинек је са капетаном Војиславом Лукачевићем предводио напад четника на Пријепоље, које је бранио јак гарнизон 118. ловачке дивизије ојачан муслиманском милицијом. Заједно са њима је био и британски пуковник Вилијам Бејли. У борбама је убијено око 200 немачких војника, док је на страни четника било 60 погинулих и рањених. Заробљено је око 1.500 пушака, један тенк, неколико камиона и велика количина муниције. Сутрадан су кренули за Беране, а успут су преко радија ББЦ чули да је ослобођење Пријепоља приписано партизанима.
Перхинек, Лукачевић и мајор Лашић су потом покушали да наговоре команданта италијанске 18. пешадијске дивизије „Венеција” на предају оружја и стављање под команду генерала Михаиловића, али је пуковник Бејли са њим договорио да се ставе под савезничку команду, односно касније приђу партизанима. Капетан Перхинек је известио генерала Михаиловића да је борбена вредност италијанских снага знатно слаба, да им је опао морал и да је доста њих блиско комунистима.
Пошто су партизани почели да ометају четничку офанзиву и разоружавање италијанских снага на приморју, капетан Перхинек је писао генералу Михаиловићу и тражио да од пуковника Бејлија издејствује притисак да се са тим нападима партизана на четнике престане:
Док ми опседамо Пљевља и припремамо напад на Подгорицу, рушимо комуникације све до границе Албаније, партизани нас нападају са леђа. Сада напали Колашин где су наше снаге.
Оваква делатност партизана довела је до потпуне обуставе разоружавања италијанских снага. При покушају да се разоружа италијански гарнизон у Прибоју, који је бројао 1.500 људи, од чега око 300 фашиста, капетан Перхинек је био нарочито неповерљив и издао је строго упутство да им се ни по коју цену не оставља оружје.

### Заробљеништво и емиграција
Након операције Балкански кланац, новембра 1943. године, Перхинек се са око 300 четника повлачи из Берана и Андријевице, те одлази на Јавор и Голију. Тамо му се касније придружио и Лукачевић са око 1.000 бораца.
Пуковник СС Карл фон Кремплер обавјештава борбену групу Фајфер о састанку који је почетком новембра 1943. близу Сјенице одржан са Перхинеком и Војиславом Лукачевићем:
Данас одржан састанак између мог оберштурмфирера и четничких вођа Лукачевића и Персинека [sic]. Четници и њихова пратња изгледају врло јадно и исцрпљено. Према њиховој информацији, њихова снага је 2.000 људи, али је установљено на нису јачи од 800-1.000 људи. За српске пушке имају мало муниције. Недостаје им муниције за пушке, ручних бомби и граната за минобацаче. Они не могу предузети било какву акцију против комуниста. Могу само да дефанзивно држе своје линије.
Прва тачка дневног редa састанка између генерала Ханса Фелбера и специјалног изасланика Министарства иностраних послова Трећег рајха Херманa Нојбахера, одржаног код војног команданта Југоистока 4. марта 1944, тицала се управо хапшења мајора Перхинека:
Хапшење Перхинека, начелника Лукачевићевог штаба, од стране пукa Бранденбург. Ријеч је o таквoм нападу на њемачку војску накoн кoјег је, због угрожавања угледа Вермахта, мoрало доћи до хапшења. П.[ерхинек] би данас требало да буде превезен авионом за Београд. Стари је присталица ДМ-а, Словенац.
И поред хапшења мајора Рудолфа Перхинека, четничке снаге под командом Војиславa Лукачевићa нијесу наставили с напaдима на oкупaторске јединице:
Група „Зигфрид“: упркос хапшењу начелника Лукачевићевог штаба због непријатељског држања, односи између њемачких трупа и четника мирни.— Дневни извјештај њемачке Команде Југоистока од 4. марта 1944.
Немци су га заробили 3. марта 1944. године и одвели у заробљеништво у Немачку. Ту је дочекао крај рата и пожелео да се врати у земљу, како би се придружио генералу Михаиловићу, али су му савезнички официри то онемогућили. Због тога одлази у Белгију, ступа у њене оружане снаге и добија чин потпоручника. Напушта војну службу 1950. године, а наредне године одлази у САД. У Кливленду је 10 година радио као инжењер и још 15 година као општински службеник. Остао је и припадник соколског покрета.
Умро је 5. августа 1982. године у Кливленду. Сахрањен је на оближњем гробљу.